# FairList.cz
FairList.cz je česká internetová společnost, která si klade za cíl zlepšit informovanost na trhu s jazykovými kurzy. Vedle stránek FairList.cz provozuje také informační blog Jazykové.cz a pořádá konverzace v cizích jazycích zdarma v Brně a Ostravě.  Portál FairList.cz pomáhá všem zájemcům s výběrem jazykové školy nebo lektora podle jimi zadaných požadavků.

## Historie
Stránky FairList byly spuštěny 15. ledna 2014 společností FairList s.r.o. Tyto stránky vznikly rozšířením blogu Jazykové.cz o možnosti hodnotit, srovnávat a přímo se hlásit do jazykových kurzů. Blog byl spuštěn 14. dubna 2013.

## Služby
Na webu projektu se nachází vyhledávač jazykových kurzů, v němž lze z nabídky vybírat podle místa konání, jazyka, úrovně či typu kurzu, s hodnocením studentů a cenou za celý kurz či jednu lekci v délce 45 minut. Web obsahuje i hodnocení kvality jednotlivých škol a vyučujících na volné noze. Prostřednictvím webu je možné si vybraný kurz zarezervovat nebo jeho poskytovatele přímo kontaktovat.

## Ocenění
V letech 2013, 2014 a 2015 byl blog Jazykové.cz nominován mezi 100 nejlepších blogů o jazykovém vzdělání v soutěži O největšího jazykové nadšence vyhlášenou Jazykovým portálem bab.la a blogem Lexiophiles. V letech 2014 a 2015 se do Top 100 ve své kategorii probojovala i Facebooková stránka projektu FairList.cz.